# Antoine Goderie
Antonius Leonardus Cornelis (Antoine) Goderie (Roosendaal, 15 juli 1899 – Bergen op Zoom, 10 augustus 1973) was een Nederlandse biljarter. Hij nam tussen seizoen 1938–1939 en 1946–1947 deel aan drie nationale kampioenschappen ankerkader in de ereklasse.

## Titels
- Nederlands kampioen (2x)

Kader 35/2 (1x): 1e klasse 1931–1932

Ankerkader 45/2 (1x): 2e klasse 1943–1944

## Deelname aan Nederlandse kampioenschappen in de Ereklasse
| Nr. | Kampioenschap     | Plaats    | Klassering | Alg. gemiddelde |
| --- | ----------------- | --------- | ---------- | --------------- |
| 1.  | AK 45/2 1938–1939 | Amsterdam | 7e         | 10,86           |
| 2.  | AK 45/1 1941–1942 | Rotterdam | 6e         | 6,69            |
| 3.  | AK 45/1 1946–1947 | Rotterdam | 8e         | 15,87           |